# Lys-Haut-Layon
Lys-Haut-Layon ist eine französische Gemeinde mit 7.722 Einwohnern (Stand: 1. Januar 2022) im Département Maine-et-Loire in der Region Pays de la Loire. Sie gehört zum Arrondissement Cholet und ist Mitglied im Gemeindeverband Cholet Agglomération.
Sie entstand mit Wirkung vom 1. Januar 2016 als Commune nouvelle durch Zusammenlegung der bis dahin selbstständigen Gemeinden Les Cerqueux-sous-Passavant, La Fosse-de-Tigné, Nueil-sur-Layon, Tancoigné, Tigné, Trémont, Vihiers, die fortan den Status von Communes déléguées besitzen. Diesen Status haben auch die Communes associées von Vihiers, Saint-Hilaire-du-Bois und Le Voide. Der Verwaltungssitz befindet sich in Vihiers.

## Geographie
Lys-Haut-Layon liegt etwa 28 Kilometer ostnordöstlich von Cholet und etwa 36 Kilometer südlich von Angers zwischen den Flüssen Lys und Layon in der Région naturelle Mauges und im Südwesten  der historischen Provinz Anjou.
Teile des Gebiets von Lys-Haut-Layon gehören zu den ZNIEFF-Naturzonen „Caves, rue d’Anjou à Tigne“ (520030094) und „Bois de la Gaubrétière“ (520030142).
Umgeben wird Lys-Haut-Layon von den Nachbargemeinden Montilliers, Cernusson, Aubigné-sur-Layon und Terranjou im Norden, Doué-en-Anjou im Osten, Saint-Macaire-du-Bois und Loretz-d’Argenton im Südosten, Val en Vignes im Süden und Südosten, Passavant-sur-Layon, Cléré-sur-Layon, Saint Maurice Étusson und Saint-Paul-du-Bois im Süden, La Plaine im Südwesten, Coron im Westen sowie Chemillé-en-Anjou im Westen und Nordwesten.

## Gliederung
| Ortsteil                    | ehemaliger INSEE-Code | Fläche (km²) | Einwohnerzahl zum 1. Januar 2022 |
| --------------------------- | --------------------- | ------------ | -------------------------------- |
| Les Cerqueux-sous-Passavant | 49059                 | 23,24        | .0492                            |
| La Fosse-de-Tigné           | 49142                 | 05,54        | .0234                            |
| Nueil-sur-Layon             | 49232                 | 61,23        | 1.307                            |
| Tancoigné                   | 49342                 | 04,25        | .0310                            |
| Tigné                       | 49348                 | 16,78        | .0722                            |
| Trémont                     | 49356                 | 08,10        | .0355                            |
| Vihiers (Verwaltungssitz)   | 49373                 | 58,01        | 2.298                            |
| Le Voide                    | 49379                 | 23,18        | .0662                            |
| Saint-Hilaire-du-Bois       | 49286                 | 33,51        | 1.342                            |

## Sehenswürdigkeiten

### Les Cerqueux-sous-Passavant
- Kirche Saint-Martin-de-Vertou aus dem 12. Jahrhundert
- Festung Brétignolle aus dem 15. Jahrhundert mit Umbauten aus dem 17. und 19. Jahrhundert
- Herrenhaus Le Vivier aus dem 17./18. Jahrhundert
- Mehrere Mühlen

### La Fosse-de-Tigné
- Priorat Saint-Hilaire aus dem 11. Jahrhundert, Umbauten aus dem 19. Jahrhundert
- Festung Le Haut Marmande aus dem 15. Jahrhundert
- Herrenhaus La Petit Ville aus dem 15./16. Jahrhundert
- Herrenhaus Les Roches Chapelain aus dem 15./16. Jahrhundert
- Mehrere Windmühlen

### Nueil-sur-Layon
- Kirche Saint-Hilaire aus dem 12. Jahrhundert
- Kapelle Sainte-Barbe-Sainte-Basme aus dem 16. Jahrhundert
- Schloss Le Preuil aus dem 15. Jahrhundert
- Schloss Sainte-Catherine (auch: Schloss La Roche-Bousseau), nicht mehr vorhandene Anlage
- Schloss La Grise aus dem 14. Jahrhundert
- Schloss Notre-Dame aus dem 15. Jahrhundert
- Schloss Saint-Michel aus dem 15. Jahrhundert
- Herrenhaus Montchenin aus dem 15. Jahrhundert
- Herrenhaus Paillé aus dem 15. Jahrhundert
- Herrenhaus Saint-Roch (auch: Schloss La Chesnaie) aus dem 19. Jahrhundert
- Herrenhaus Vaille Rochereau aus dem 20. Jahrhundert
- Herrenhaus Vaille Brézé aus dem 15. Jahrhundert
- Herrenhaus Villeneuve-les-Bouillons aus dem 16. Jahrhundert

### Tancoigné
- Kirche Saint-Pierre aus dem 19. Jahrhundert
- Augustinerpriorat Saint-Pierre aus dem 16. Jahrhundert

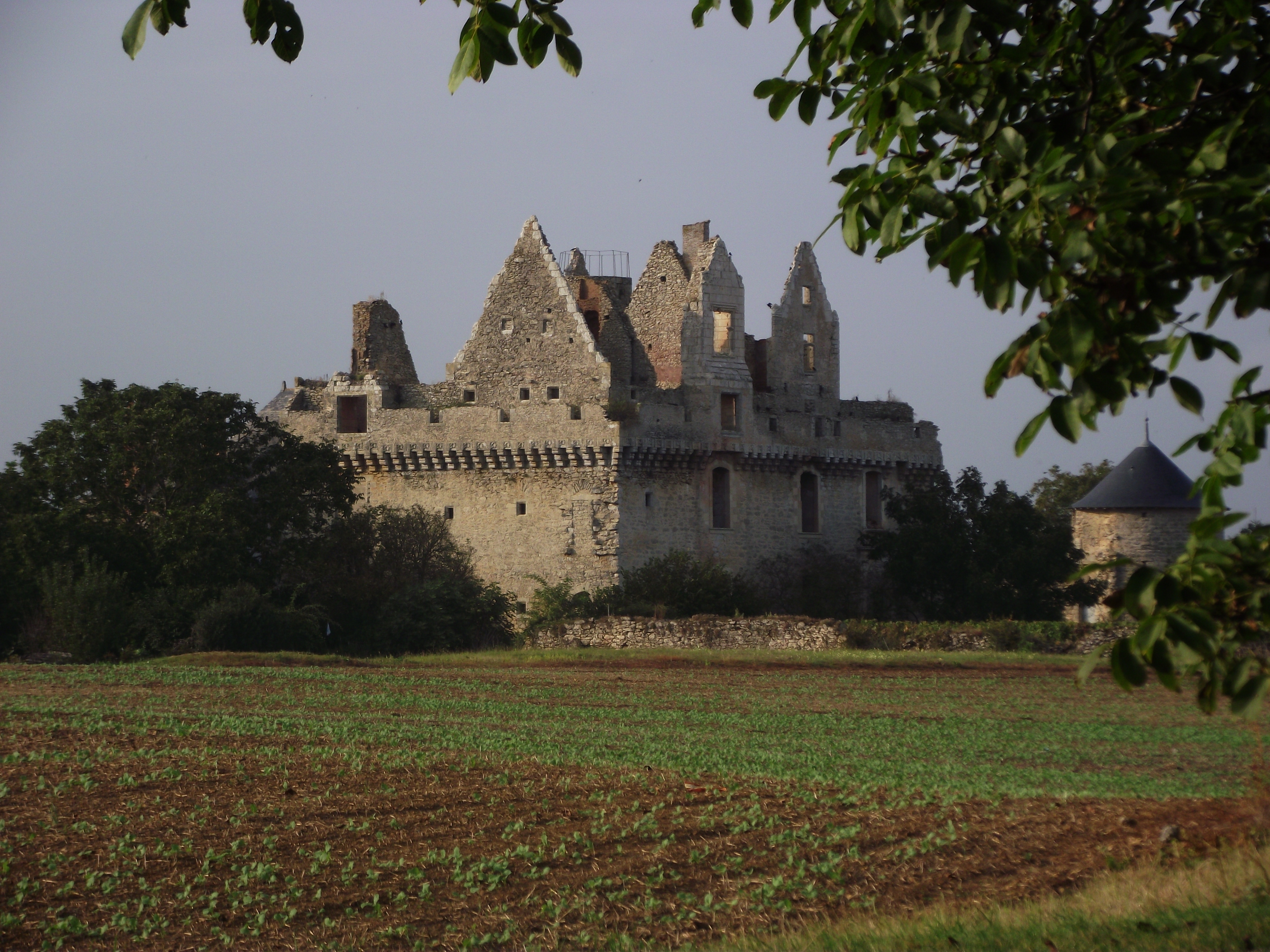
Schloss Le Grand-Riou

- Mehrere Windmühlen

### Tigné
- Kirche Saint-Pierre, 1860 bis 1863 erbaut
- Kapelle Sainte-Anne aus dem 12. Jahrhundert, Umbauten aus dem 17. Jahrhundert, seit 1926 als Monument historique eingeschrieben
- Schloss Le Grand-Riou aus dem 15. Jahrhundert, seit 1988 in Teilen als Monument historique eingeschrieben
- Herrenhaus La Roche-Coutant aus dem 16./17. Jahrhundert, Fassaden und Dächer des Haupthauses und der Nebengebäude sowie zwei Brunnen seit 1989 als Monument historique eingeschrieben
- Schloss und Domäne Tigné aus dem 14. Jahrhundert
- Mehrere Herrenhäuser aus dem 15./16. Jahrhundert

### Trémont
- Kirche Notre-Dame-et-Saint-Fiacre aus dem 17. Jahrhundert
- Benediktinerpriorat Notre-Dame  aus dem 11. Jahrhundert
- Herrenhaus aus dem 15. Jahrhundert

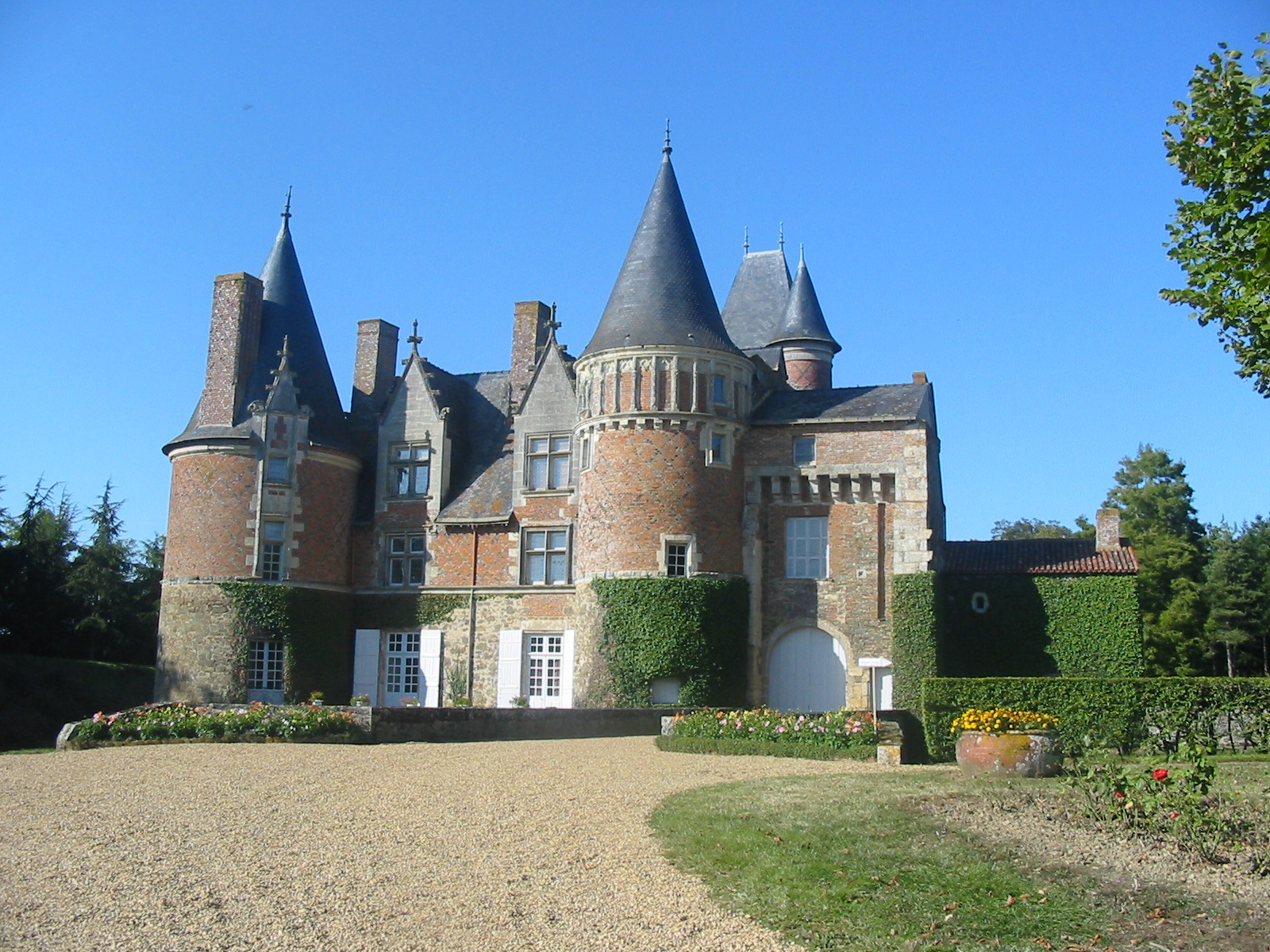
Schloss Le Coudray-Montbault

- Mehrere Windmühlen

### Vihiers
- Schloss Maupassant, vermutlich aus dem 14. Jahrhundert
- Schloss Le Coudray-Montbault in Saint-Hilaire-du-Bois aus dem 16./18. Jahrhundert, seit 1965 in Teilen als Monument historique eingeschrieben
- Die ehemalige Kapelle Saint-Jacques der Priorei ab 12. Jahrhundert, seit 1965 als Monument historique klassifiziert
- Romanische Kirche Saint-Hilaire in Saint-Hilaire-du-Bois aus dem 12. und 14. Jahrhundert, seit 2000 als Monument historique eingeschrieben

## Wirtschaft und Infrastruktur
Hier im Weinbaugebiet Anjou werden vor allem die Weine der Appellationen Coteaux-du-Layon angebaut.

## Bildung
Die Gemeinde verfügt über
- eine öffentliche Vorschule,
- zwei öffentliche und sechs private Vor- und Grundschulen (École primaire) und
- ein öffentliches Collège.[4]

## Verkehr
Die Departementsstraße D 960, die ehemalige Route nationale 160, von Saumur über Doué-en-Anjou im Osten und nach Les Sables-d’Olonne über Cholet im Westen durchquert Lys-Haut-Layon von Ost nach West, wobei das Zentrum im Ortsteil Vihiers umfahren wird. Die Departementsstraße D 748, die ehemalige Route nationale 748, von Angers über Aubigné-sur-Layon im Norden und nach Niort über Saint-Paul-du-Bois im Süden durchquert den Ortsteil Vihiers. Die Departementsstraße D 756, die ehemalige Route nationale 765, führt von Nantes über Chemillé-en-Anjou nach Vihier. Die Departementsstraße D 25 führt in Richtung Südwesten nach Maulévrier.
Eine Buslinie der Transportgesellschaft Choletbus des Gemeindeverbands verbindet die Gemeinde mit Cholet. Zwei Buslinien der Transportgesellschaft Aléop der Region verbinden Lys-Haut-Layon mit Cholet, Angers und Saumur.

## Persönlichkeiten
- Claude-Maur d’Aubigné (1658–1719), Bischof von Noyon (1701–1707), Erzbischof von Rouen (1707–1719), in Tigné geboren
- Clément Cailleau (1923–2011), Apostolischer Präfekt von Tambacounda (1970–1986), in Nueil-sur-Layon geboren
- Gérard Defois (* 1931), Erzbischof von Sens (1990–1995), von Reims (1995–1998) und von Lille (1998–2011), in Nueil-sur-Layon geboren